# Cryptandra spinescens
Cryptandra spinescens är en brakvedsväxtart som beskrevs av Franz e Wilhelm Sieber och Dc.. Cryptandra spinescens ingår i släktet Cryptandra och familjen brakvedsväxter. Inga underarter finns listade i Catalogue of Life.